# Strijdersgatpolder
De Strijdersgatpolder is een polder die zich bevindt tussen Zuidzande en Cadzand.
De polder heeft vermoedelijk ooit deel uitgemaakt van de Oudelandse Polder. Er zijn beginnen te vinden die overeenkomen met die van de Oudelandse Polder. Tussen 1375 en 1394 vonden overstromingen plaats. Hierbij ontstond het Strijdersgat of Schotse Geul, wat een bijgeul was van het Zwarte Gat. In 1415 werd 223 ha hiervan herdijkt. Dit was de Strijdersgatpolder. In 1477 overstroomde weer, maar van 1503-1506 volgde weer herdijking.
In de Strijdersgatpolder bevindt zich het natuurgebied De Knokkert en het vormingscentrum Hedenesse.
De polder wordt begrensd door de Strijdersdijk, de Knokkertweg, de Provincialeweg en de Vierhonderdpolderdijk.